# Arenaria pleurantha
Arenaria pleurantha là loài thực vật có hoa thuộc họ Cẩm chướng. Loài này được Phil. mô tả khoa học đầu tiên năm 1893.